# Retrato del profesor Benjamin H. Rand
Retrato del profesor Benjamin H. Rand es una pintura de 1874 de Thomas Eakins. El óleo sobre lienzo representa a Benjamin H. Rand (1827-1883), un doctor en el Jefferson Medical College que enseñó a Eakins anatomía. En la pintura, Rand está sentado ante la mesa del despacho de su casa, que aparece abarrotado tanto de objetos científicos y académicos como de cotidianos, leyendo un libro mientras acaricia distraídamente a su gato. El doctor se encuentra así entre el mundo del esfuerzo intelectual y la comodidad hogareña.
El retrato fue el primero hecho por Eakins de alguien fuera de su familia. Fue expuesto en la Exposición Universal de Filadelfia de 1876, donde fue elogiado por la crítica. Es un preludio de lo que él consideraba su pintura más importante, La clínica Gross (1875). Rand lo donó a la Jefferson Medical College cuando se retiró por motivos de salud en 1877.
Fue adquirido por Alice L. Walton por unos 20 millones de dólares en abril de 2007, para ser albergado en el Crystal Bridges Museum of American Art.